# François Louis Isidore Valleix
François Louis Isidore Valleix (* 14. Januar 1807 in Toulouse; † 12. Juli 1855 in Paris) war ein französischer Kinderarzt. 
Valleix arbeitete am Pariser Krankenhaus Sainte-Marguerite und hatte eine Professur am Hôpital de la Salpêtrière inne. Er beschäftigte sich mit Neugeborenenerkrankungen und Neuralgien. Die Nervendruckpunkte des Ischiasnervs werden nach ihm als Valleix-Punkte bezeichnet. In Toulouse ist eine Straße (Rue Isidore-Valleix) nach ihm benannt.

## Werke
- Clinique des maladies des enfants nouveau-nés, 1838
- Traité des névralgies, 1841
- Guide du médecin praticien, ou Résumé de pathologie interne et de thérapeutique, 1842-1848, 10 volumes, et 1850-1851, 5 volumes in-8°

| Personendaten    | Personendaten                   |
| ---------------- | ------------------------------- |
| NAME             | Valleix, François Louis Isidore |
| KURZBESCHREIBUNG | französischer Kinderarzt        |
| GEBURTSDATUM     | 14. Januar 1807                 |
| GEBURTSORT       | Toulouse                        |
| STERBEDATUM      | 12. Juli 1855                   |
| STERBEORT        | Paris                           |